# Julio Matutano Benedito
Julio Matutano Benedito (Valencia, 1892 - 1947) fue un fotógrafo español perteneciente a la corriente del pictorialismo, cofundador del Foto-Club de Valencia, junto a Vicente Peydró Marzal, Francisco Mata Pallarés, Vicente Martínez Sanz y otros. Además de desarrollar su pasión por la fotografía artística, tuvo una gran actividad como grabador y creó una de las primeras empresas españolas de fabricación de cámaras fotográficas (CAPTA).

## Biografía
Julio Matutano nació en Valencia en el seno de una familia modesta. Su afición por la escultura le lleva a trabajar como aprendiz en casa de un escultor a la edad de 12 años. Por esa época muestra también afición por la fotografía y, con una caja de hojalata transformada en cámara oscura y unos cristales preparados con nitrato de plata, fotografía a su madre.
De los catorce a los veinte años, al terminar el trabajo diario, asiste a las clases nocturnas de dibujo artístico en la Escuela de Artesanos de Valencia, teniendo como profesor al pintor Salvador Abril. También al inicio de esta época cambia la madera por el metal y decide aprender con Vicente Benedito Baró, primo suyo, el oficio de grabador. En poco tiempo domina la técnica y se establece por su cuenta en la calle San Gil n.º 32, grabando, por encargo, toda clase de troqueles en metal y acero para la estampación de medallas, insignias, piezas de joyería, cuero para sillerías, cristales en relieve, etc.
En 1913 traslada su taller a la calle de la Linterna y al poco tiempo, por necesitar mayor espacio debido al volumen de trabajo, a la calle del Pilar n.º 18, donde permanecerá hasta el final de su vida.
En 1916 contrae matrimonio con Carmen Latre Crespo, con la que tiene dos hijos, Julio y Vicente. En 1920 queda viudo y un año después se casa en segundas nupcias con Carmen Benedito Baró, con la que tiene una hija, Carmen.
A partir de 1923 intensifica su afición por la fotografía y adquiere una cámara Vest Pocket Kodak 4 x 6,5, con la que realiza fotos familiares, pero buscando siempre el encuadre artístico, la composición, el instante preciso. En ese mismo año el Ministerio de Trabajo, Comercio e Industria le concede la patente de invención del “primer patín automático”, que se accionaba al presionar sobre una palanca que comunicaba la fuerza a una rueda dentada, transmitiendo el movimiento de rotación al piñón de las ruedas traseras. La revista “El Fomento Hispano Americano” lo incluye en un reportaje por su gran taller de grabado, troqueles y acuñación en metal. También por esta época visita, junto a un grupo de amigos, al escritor Vicente Blasco Ibáñez en su casa de Menton (Francia), durante su exilio.
En 1927 forma parte de las tertulias que se celebraban en Casa Manero, tienda importante de material fotográfico de Valencia, y un año después, el 29 de noviembre de 1928 funda, junto a Vicente Peydró Marzal, Francisco Mata Pallarés, Vicente Martínez Sanz y otros, el Foto-Club Valencia. Él diseña el distintivo del club y graba los troqueles, fabricando las insignias de solapa. Por esa época entabla amistad con el pintor Ramón Stolz Viciano y con el dibujante Arturo Ballester Marco. En sus ratos libres, graba escenas familiares con una cámara tomavistas de 9,5 mm.
Entre 1928 y 1936 participó en concursos fotográficos nacionales e internacionales, obteniendo numerosos premios. Aparte de los fotógrafos valencianos más relevantes de la época, mantiene estrecha relación con Francisco Andrada, Léonard Misonne, José Ortiz Echagüe y Joaquim Pla Janini. Son años de intensa labor fotográfica realizada después del trabajo en su taller de grabado, en el que colaboran sus hijos a partir de 1930.
A partir de 1935 comienza una nueva faceta, el diseño y fabricación de cámaras fotográficas, aunando su pasión por la fotografía con su actividad técnica. Crea la marca CAPTA, una de las primeras cámaras de fabricación española a precios populares.
En 1945 diseña y graba en acero los troqueles para acuñar las medallas que el Foto-Club Valencia obsequiará a los merecedores de las mismas en los concursos que organice dicha sociedad. Este fue el último trabajo de grabado que realizó con sus manos.
Fallece en Valencia en 1947, tras una larga enfermedad. Sus hijos, Julio y Vicente, se hacen cargo de la empresa con el nombre de Industrias Matutano S.L., con sede en Valencia, diseñando y fabricando nuevos modelos de cámaras fotográficas, proyectores, tomavistas, ampliadoras, microscopios,... y un variado catálogo de material fotográfico.

### Exposiciones, menciones y premios
- 1930:
  - Diploma de Cooperación en el Salón Internacional de fotografía de Zaragoza. Foto: Niños jugando en la playa. (Esta fotografía es puesta como ejemplo de la evolución de las Artes Visuales, en el libro de texto Educación Plástica y Visual  de 1er ciclo de la Editorial Santillana).
- 1931:
  - 5º premio en el Gran Concurso Nacional e Internacional KODAK. Foto: Niña lavando a un gato.
  - Reseñas en el VII Salón Internacional de Fotografía de Zaragoza.
  - Mención de honor en la Eleventh Annual Competition, The American Annual of Photography, Boston. Foto: Desnudo de niña.
- 1932:
  - Portada del boletín de junio de la Sociedad Protectora de Animales y Plantas de Valencia. Foto: Atasco.
  - Primer premio en el II Concurso Anual de Fotografía de la Agrupación Fotográfica de Tarragona. Foto: Después del baldeo.
  - Gran premio de honor en el 2º Salón Internacional del Photo Club de Cannes. Fotos: Después de la tormenta, Placidez, Nube de polvo y Para la Virgen.
  - La revista Semana Gráfica, en su número 309, escribe sobre los éxitos de los componentes del Foto-Club Valencia.
  - Medalla de plata en la 1ª Exposición de Fotografía Artística de Lucerna, Suiza. Foto: Para la Virgen.
  - Primer premio en el Salón Internacional de Fotografía del Club Deportivo Bilbao. Foto: En marcha.
  - Medalla de plata en el VIII Salón Internacional de Fotografía de Zaragoza. Foto: En marcha. Reseña en la revista Aragón n.º 86.
  - Diploma en el 2º Salón de Fotografía de Sopron (Hungría). Fotos: El sacristán, Día lluvioso, Promesa y Atardecer.
  - Mención de honor en la Twelfth Annual Competition, The American Annual of Photography, Boston. Foto: Asalto.
- 1933:
  - Medalla de plata en el III Certamen Anual de Fotografía de la Agrupación Fotográfica de Tarragona. Foto: Avant.
  - Selección y publicación por la revista American Photography de Boston, de la foto Niños jugando en la playa.
  - Primer premio con Medalla de Oro en el IX Salón Internacional de Fotografía de Zaragoza. Foto: Invierno. Reproducida en la portada de la revista Aragón n.º 98.
  - Mención de honor en la Thirteenth Annual Competition, The American Annual of Photography, Boston. Foto: Nube de polvo.
- 1934:
  - Reproducción en la revista DIE GALERIE de Wien (Austria) de la foto Decorativa.
  - Primera medalla en la Exposición Regional de Bellas Artes, organizada por el Círculo de Bellas Artes de Valencia. Fotos: Sensual y El último esfuerzo.
  - Medalla de bronce en la 3ª Exposición de Fotografía Artística de Lucerna, Suiza. Foto: El sacristán.
  - Medalla de oro en el I Salón de Fotografía de Paisaje, organizado por la Sociedad Excursionista de Málaga. Foto: Después de la tormenta.
  - Reproducción en el catálogo del X Salón Internacional de Fotografía de Zaragoza de la foto Sensual.
- 1935:
  - Medalla de oro en el II Salón de Fotografía Artística de la Asociación Libre de Artistas de Málaga. Foto: Nube de polvo.
- 1936:
  - Exposición de los socios del Foto-Club Valencia. Elogios en prensa de la foto ¡Si no me quieres…!.
  - Primer premio en el Concurso con Tema Obligado “Fraternidad” de los socios del Foto-Club Valencia.
  - Exposición de los socios del Foto-Club Valencia, en el Círculo de Bellas Artes.
- 1955:
  - Exposición póstuma Peydró, Matutano y Martínez Sanz, organizada por el Foto-Club Valencia.
- 1964:
  - Exposición Fotográfica Antológica en el Salón de Exposiciones del Ateneo Mercantil de Valencia con motivo de la 4a Fiesta de la Fotografía, organizada por el Foto-Club Valencia. Insignia de Oro del Foto-Club Valencia a título póstumo como reconocimiento a su labor en favor de la fotografía.
- 1992:
  - Selección de cuatro obras para la exposición “Memoria de la luz” (Fotografía en la Comunidad Valenciana 1839 - 1939), en el Ateneo Mercantil de Valencia, organizada por la Generalitat Valenciana, y comisariada por José Huguet, J.R. Cancer Matinero y José Aleixandre. Selección de diez obras para la exposición “Fotografía pictorialista valenciana”, en el Ateneo Mercantil de Valencia.
- 1993:
  - Exposición antológica individual en la Foto-galería Railowsky de Valencia, comisariada por J. R. Cancer.
- 1996:
  - Exposición fotográfica individual en el Ayuntamiento de Serra (Valencia).
- 2020:
  - La cadena de televisión A punt emite el capítulo "Jocs de Càmera", perteneciente al documental "La Memoria Rescatada", en el que se suceden una serie de imágenes grabadas por él, con su cámara tomavistas, que ayudan a comprender su aportación a la fotografía.

### Fabricación de cámaras fotográficas

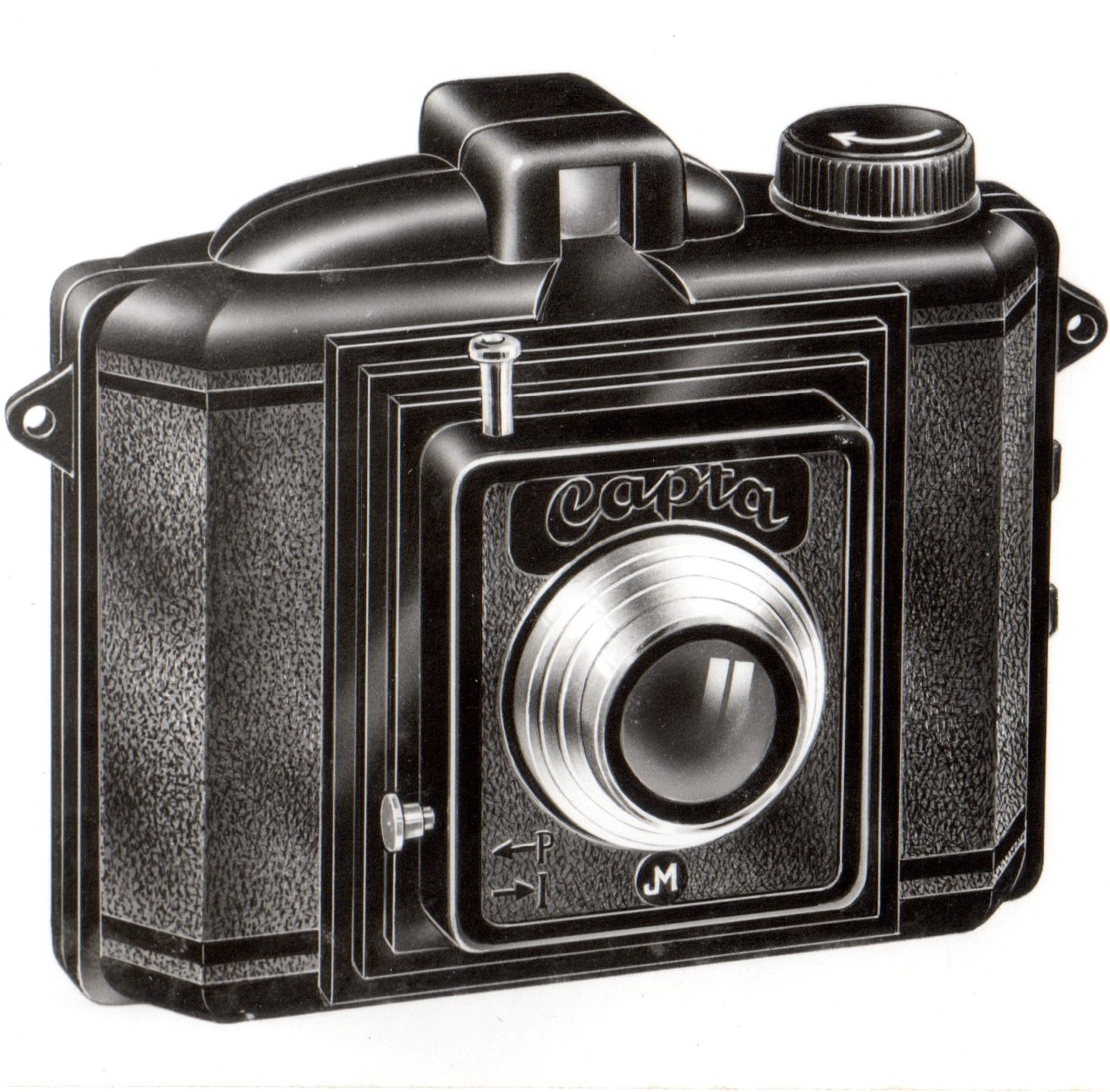
Primera cámara fotográfica CAPTA.

En 1935, con la intención de aumentar la afición por la fotografía, diseña y fabrica la cámara NERVA, de aluminio y óptica alemana Rondestock, con formato 4 x 6,5, que realizaba 16 exposiciones de formato 4 x 3. Fue la primera cámara de precio popular (13 pesetas) fabricada en España.
En 1942 diseña y fabrica, esta vez por encargo del comerciante Sr. Roig de Valencia, la cámara PERFECTA, toda en madera y con óptica Indo.
En 1944 registra la marca CAPTA para sus cámaras fotográficas y lanza al mercado dos nuevos modelos populares en baquelita, la CAPTA I y la CAPTA Baby. Del primero se llegaron a vender más de cien mil unidades, lo que da una idea del éxito que tuvo.
En 1947 diseña y registra la cámara CAPTAFLEX, pero fallece antes de verla en el mercado.